# Jacques Droz
Pour les articles homonymes, voir Droz et Jacques Droz.
Jacques Droz, né à Paris le 12 mars 1909 où il est mort le 3 mars 1998, est un historien français, spécialiste de l'histoire du monde germanique et des idées politiques (libéralisme, socialisme, antifascisme).

## Biographie
Agrégé en 1932, enseignant au lycée de Colmar, il passe une année en Allemagne (1935) dans le cadre de la préparation de la thèse universitaire, consacrée au Libéralisme rhénan 1815-1848, qu'il soutient en 1945. Après un bref passage à Dijon comme maître de conférences, il est professeur à la faculté des lettres de Clermont-Ferrand de 1947 à 1962 dont il sera le doyen, puis est nommé à la Sorbonne en 1962. Il prend brièvement la tête de la nouvelle Université de Vincennes en 1968. À ce poste il doit faire face à de nombreux obstacles. Il revient à la Sorbonne en 1972 où il termine sa carrière en 1978.
Parmi ses élèves, on compte Jacques Bariéty, Gérard Baal, Jean-Paul Bled, Catherine Brice, Gilles Candar, Bernard Chambaz, Diana Cooper Richet, Christian Delage, Louis Dupeux, Annie Fourcaut, Alain Krivine, Patrick Moreau, Lucien Mercier, Daniel Nordman, Denis Peschanski, Claude Pennetier, Jean-Louis Robert, Philippe Robrieux, Danielle Tartakowsky, Dominique Veillon.
Outre ses travaux personnels, il a dirigé plusieurs ouvrages ayant trait à l'histoire du socialisme et du mouvement ouvrier. 
- l'Histoire générale du socialisme, parue en quatre volumes aux Presses universitaires de France. Il y contribue lui-même et fait appel pour couvrir le spectre historique mondial menant des origines à l'époque contemporaine à des collaborateurs nombreux : Annie Kriegel, Claude Mossé, François Bédarida, Jean Bruhat, Jean Chesneaux, Albert Soboul, Madeleine Rebérioux, Pierre Vilar, Roger Portal, Marianne Debouzy, Paul Guichonnet, Pierre Brocheux, Georges Castellan, René Gallissot, Georges Lefranc, Claude Lévy, Jean Lacouture, Robert Paris, Yves Person, etc.
- le volume Allemagne du Maitron dans le cadre du Dictionnaire biographique du mouvement ouvrier international. Il y contribue largement et s'entoure de spécialistes germanistes tels Pierre Ayçoberry, Gilbert Badia, Jacques Grandjonc, Claudie Weill, Pierre Broué, Serge Cosseron, etc.

Il est le père de l'historien Bernard Droz.

## Publications
- Histoire de l'Allemagne, Paris, PUF, coll. « Que sais-je ? » (no 186), 1er mai 2003, 14e éd. (1re éd. 1945), 128 p. (ISBN 978-2-13-053739-7, présentation en ligne, lire en ligne)
- Le libéralisme rhénan de 1815 à 1848 (1940), Paris, Sorlot, 1940
- Histoire de l'Autriche, Paris, PUF, 1946, coll. « Que sais-je ? »
- Histoire des doctrines politiques en France, Paris, PUF, 1948, coll. « Que sais-je ? »
- Le Romantisme allemand et l'État, résistance et collaboration dans l'Allemagne napoléonienne », Paris, Payot, 1966, prix Albéric-Rocheron de l'Académie française en 1967.
- Le Socialisme démocratique 1864-1960, Paris, Armand Colin, 1968
- L'Allemagne, vol. 1 : La formation de l'unité allemande 1789-1871, Paris, Hatier, coll. « Collection d'histoire contemporaine / Hatier université », 1970, 224 p., 15,5×23,5 cm broché
- Les Causes de la Première Guerre mondiale : Essai d'historiographie, Paris, Seuil, 1973, coll. « Points Seuil »
- Histoire de l'antifascisme en Europe, 1923-1939, Paris, La Découverte 1985, coll. « Textes à l'appui », 318 p. (ISBN 2-7071-1506-1, présentation en ligne, lire en ligne).Réédition en fac-similé : Histoire de l'antifascisme en Europe, 1923-1939, Paris, La Découverte, coll. « [Re]découverte. Documents et témoignages », 2001, 318 p. (ISBN 2-7071-3445-7, lire en ligne).
- (Direction) Histoire générale du socialisme (4 vol. 1-Des origines à 1875 2-De 1875 à 1918 3-De 1918 à 1945 4-De 1945 à nos jours), Paris, éd. Presses universitaires de France (PUF), 1972-1978 (reéd coll. « Quadrige »)
- Histoire diplomatique de 1648 à 1919, Paris, Dalloz, 1972
- (Direction) Allemagne, Dictionnaire biographique du mouvement ouvrier international, Paris, éditions Ouvrières, 1990.

## Homonymie
Ne pas confondre avec Jacques Droz (architecte) ayant réalisé en 1924 l'Église Saint-Louis de Vincennes avec Joseph Marrast.